# Ґовардханрам Трипатхі
Ґовардханрам Трипатхі (*ગોવર્ધનરામ માધવરામ ત્રિપાઠી, 20 жовтня 1855 —4 січня 1907) — індійський письменник та поет, що писав мовою гуджараті.

## Життєпис
Походив з багатої брахманської родини. Народився у м. Нандіан (Гуджарат). Виховувався у канонах класичного індуїзму. У рідному місті закінчив початкову школу, а у Бомбеї — середню. У 1871 році поступив до коледжу, який закінчив у 1875 році зі ступіню бакалавра мистецтв. У 1879–1883 роках працював при муніципалітету м. Бхавнагар. Після цього у 1883 році отримав бакалавра права, розпочавши у 1884 році приватну практику у Бомбеї. Тут приймає обітницю безшлюбності.
У 1898 році відійшов від справ й повернувся до рідного міста. З 1885 року займається літературною діяльністю. Тоді з отримує величезний спадок, який віддає на створення благодійних товариств, навчальних закладів, бібліотек, притулків, нових фабрик і заводів.
У 1902 році брав участь в Індійському національному конгресі. У 1905 році обирається президентом Гуджараті Сахітья Парішад (Гуджаратська літературна рада). На цій посаді був до самої смерті у 1907 році.

## Творчість
Найважливішим твором є роман-епопея «Сарасватічандра», розпочатий у 1884–1885 роках і закінчений у 1901 році. «Сарасватічандра» — перший в Індії зразок жанру роману-епопеї. У романі подається панорама індійської дійсності в її різноманітних проявах і формах, своєрідна «енциклопедія індійської життя». Тут представлені усі верстви індійського суспільства, усі сфери сімейної, соціальної, політичної, адміністративно-господарського життя. Роман пройнятий духом оптимізму, жагою творчості в ім'я кращого життя. В цьому творі проза час від часу переривається віршами у жанрі газелі. «Сарасватічандра» з'явився зразком романного жанру для багатьох письменників Гуджарату.
У доробку є також збірка віршів «Навалрам Ну Каві Джіван».